# Virtus (manga)
Pour les articles homonymes, voir Virtus.
Virtus (ヴィルトゥス, Virutusu), sous-titré Le sang des gladiateurs dans l'édition française, est un seinen manga de GIBBON et Hideo Shinanogawa, prépublié dans le magazine Big Comic Spirits et publié par l'éditeur Shōgakukan en cinq volumes reliés sortis entre juillet 2008 et août 2009. La version française est éditée par Ki-oon en cinq tomes sortis entre septembre 2012 et mars 2013.

## Liste des volumes
| no | Japonais          | Japonais          | Français          | Français          |
| no | Date de sortie    | ISBN              | Date de sortie    | ISBN              |
| -- | ----------------- | ----------------- | ----------------- | ----------------- |
| 1  | 30 juillet 2008   | 978-4-09-182098-3 | 13 septembre 2012 | 978-2-35592-431-6 |
| 2  | 30 septembre 2008 | 978-4-09-182146-1 | 13 septembre 2012 | 978-2-35592-432-3 |
| 3  | 26 décembre 2008  | 978-4-09-182254-3 | 15 novembre 2012  | 978-2-35592-460-6 |
| 4  | 30 mars 2009      | 978-4-09-182389-2 | 24 janvier 2013   | 978-2-35592-485-9 |
| 5  | 28 août 2009      | 978-4-09-182567-4 | 21 mars 2013      | 978-2-35592-509-2 |

### Édition japonaise
Shōgakukan
1. 1 2  (ja) « Tome 1 »
2. 1 2  (ja) « Tome 2 »
3. 1 2  (ja) « Tome 3 »
4. 1 2  (ja) « Tome 4 »
5. 1 2  (ja) « Tome 5 »

### Édition française
Ki-oon
1. 1 2  « Tome 1 »
2. 1 2  « Tome 2 »
3. 1 2  « Tome 3 »
4. 1 2  « Tome 4 »
5. 1 2  « Tome 5 »